# CZ 52
Vz.52/CZ 52 — самозарядний пістолет, розроблений на початку п'ятдесятих років 20-століття для чехословацької армії.
Пістолет Cz 52 розробив конструктор Ян Кратохвіл (Jan Kratochvil) разом з братом Ярославом, працювали на заводі Чеська Збройовка (Česká Zbrojovka) в місті Страконіце. У 1952 році пістолет був прийнятий на озброєння армії Чехословаччини.

## Схема
Схема затвора каналу ствола у пістолеті певною мірою унікальна для короткоствольної зброї, оскільки в ній використано два ролика (аналогічно системі затвора німецького кулемета МГ-42). на початку пістолет був розроблений під набій 9×19 мм Парабелум, але в шістдесятих роках було прийнято рішення про уніфікацію боєприпасів у країнах Варшавського Договору, в результаті чого пістолет був перероблений під патрон 7,62×25 мм ТТ. Пістолет CZ 52 перебував на озброєнні армії Чехословаччини до 1975 року. Також зброя поставлялася на експорт.

## Конструкція

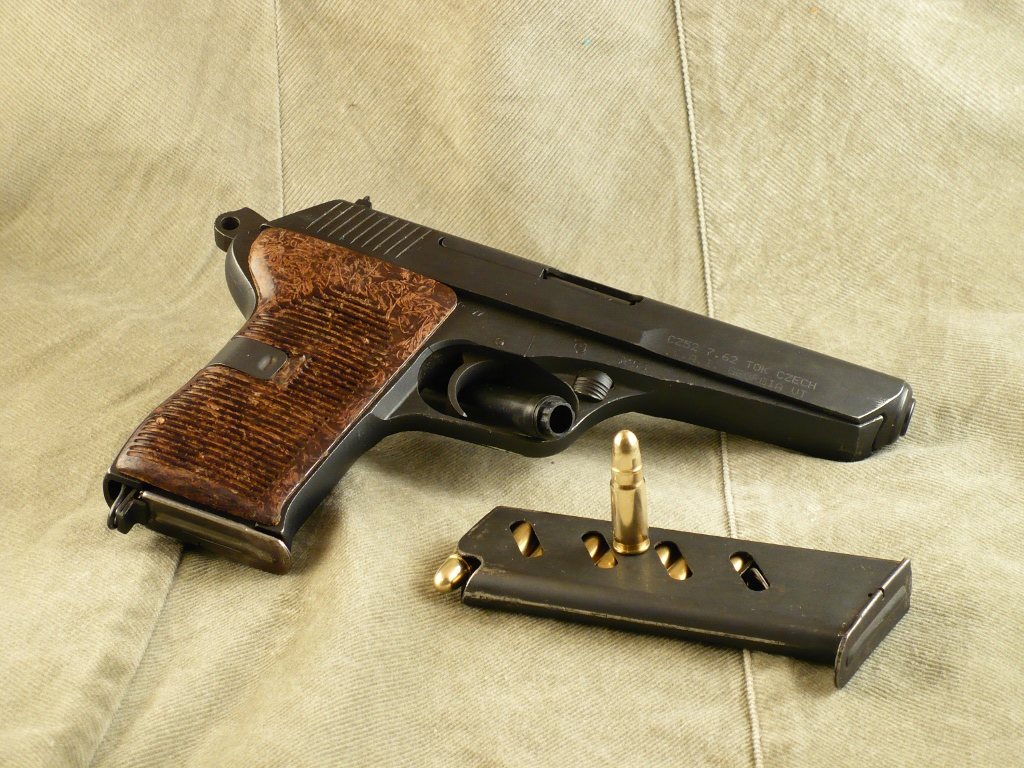
CZ52-right

Автоматика працює за схемою використання віддачі при короткому ході ствола. Замикання каналу ствола здійснюється за допомогою двох роликів і затворного повзуна. Ударно-спусковий механізм — куркового типу, одинарної дії, із запобіжним взводом курка. З лівої сторони рами розташований важіль запобіжника, що також є важелем безпечного спуску курка з бойової позиції. Запобіжник має три позиції. Нижня — «вогонь», верхня — безпечний спуск курка, і середня — запобіжник. Вбудована затворна затримка фіксує кожух-затвор у крайньому задньому положенні по витрачанні з магазина всіх патронів. У підставі спускової скоби розміщено двосторонній замикач ствола. Прицільні пристосування складаються з нерегульованої мушки й прицілу. На нижній поверхні рукоятки розташована шахта магазина, що вміщає 8 патронів.

## Цікаві факти
- Відео стрільби з пістолета Cz 52